# 柳生十兵衛七番勝負 最後の闘い
『柳生十兵衛七番勝負 最後の闘い』（やぎゅうじゅうべえななばんしょうぶ さいごのたたかい）は、日本のテレビ時代劇。NHK総合テレビの『木曜時代劇』として、2007年4月5日から5月31日まで毎週木曜日20時から20時44分に全8回放送された。主演は村上弘明。2005年の『柳生十兵衛七番勝負』、2006年の『柳生十兵衛七番勝負 島原の乱』に続く第3シーズンである。

## 概要
近衛十四郎と千葉真一に次ぐ三代目・柳生十兵衛に村上弘明を据えた第1シーズン『柳生十兵衛七番勝負』が、大好評だったことからシリーズ化され、本作は第3シーズンとなる。「痛みのある殺陣」で真実味のある剣術の戦いを描いたシリーズのテーマと、徳川幕府の転覆を図り暗躍する者たちが絡まる物語は踏襲しているが、本作は第2シーズンから12年後を舞台にし、十兵衛が妻を娶っているなど、新たな展開がなされている。

## 出演者

### 主要人物
- 柳生十兵衛：村上弘明（幼少期：谷川翔）
- るい：牧瀬里穂
- 佐山寛平：苅谷俊介
- 西岡大次郎：高野八誠
- 柳生又十郎：森岡豊
- 松下兵衛：大沢樹生
- 金井半兵衛：五宝孝一
- 伴藤陣十郎：細見大輔
- 由比正雪：和泉元彌
- 丸橋忠弥:照英
- 徳川頼宣：西村雅彦（幼少期：椿直）
- りん：富司純子
- 松平伊豆守：西郷輝彦
- 柳生宗矩：夏八木勲

### ゲスト
第1回「母恋の剣」
- 茂平：俊藤光利（第2・3回にも出演）
- 加藤市右衛門：伊藤聡（第2回にも出演）
- 廓然：ダイヤモンド勝田（第2回にも出演）
- 徳川家光：寺泉憲（第2回にも出演）
- 徳川家光（青年時代）：渡部豪太（第2回にも出演）
- 小林藤十郎：勝野洋（回想）
- 鈴鹿真太郎：山口馬木也（回想）
- 近山藤四郎：本宮泰風（回想）

第2回「恩義の剣」
- 矢口新八：永澤俊矢
- 梅之丞：星野亜門
- 円城寺業平：杉本哲太（回想）

第3回「孝養の剣」
- かつ：吉行和子
- 吉岡又五郎：モロ師岡
- のぶ：山岸舞彩

第4回「悔恨の剣」
- 志賀清兵衛：石橋蓮司
- 志賀次三郎：浜田学

第5回「緋の剣」
- 柳生兵庫：吉田栄作
- 笙：水野美紀（第6回にも出演）
- 木村助九郎：江原真二郎（第6回にも出演）
- 徳川光友：岡田圓
- 蒲原：斎藤歩
- 成瀬：鈴木一功

第6回「祈りの剣」
- 槐：白竜
- マシラ：八幡眞理
- うつぼ：火西昌
- 黒川：永田陽一
- 牧：上杉陽一

第7回「柳生の剣」
最終回「最後の剣」
- 梅屋の女中：斎藤かおり

## スタッフ
- 原案：津本陽 『柳生十兵衛七番勝負』より
- 脚本：池田政之・宮村優子
- 音楽：梅林茂・宮野幸子
- 殺陣：久世浩
- 制作統括：岩谷可奈子
- 語り：国井雅比古

## 放送リスト
| 回     | 放送日       | サブタイトル |
| ------ | ------------ | ------------ |
| 第1回  | 2007年4月5日 | 母恋の剣     |
| 第2回  | 4月12日      | 恩義の剣     |
| 第3回  | 4月19日      | 孝養の剣     |
| 第4回  | 4月26日      | 悔恨の剣     |
| 第5回  | 5月10日      | 緋の剣       |
| 第6回  | 5月17日      | 祈りの剣     |
| 第7回  | 5月24日      | 柳生の剣     |
| 最終回 | 5月31日      | 最後の剣     |

## エンディングテーマ
- 小柳ゆき 「Sunrise」